# Partido Humanista de Angola
O Partido Humanista de Angola ( PHA) é um partido político de Angola, com representação na Assembleia Nacional, fundado em 2022. O partido situa-se ao centro, com ideologia pautada no novo humanismo e na economia solidária.

## História
Fundado e liderado por Florbela Malaquias, foi legalizado pelo Tribunal Constitucional em 27 de maio de 2022.
O partido conquistou dois assentos na Assembleia Nacional nas eleições gerais de Angola de 2022; terminou em quinto lugar.